# Chloe Sonnenfeld
Chloe Sonnenfeld (19 de mayo de 1993) es una actriz estadounidense. Es más reconocida por haber interpretado a "Moon Gornicke" en la película ¡Vaya vacaciones!.

## Biografía
Chloe Sonnefeld es hija del director Barry Sonnenfeld y de la productora Susan Ringo. La mayor parte de su carrera, la ha trabajado en películas de su padre, en papeles secundarios y cameos. 
Su primera aparición, fue en 1997, en la película Hombres de negro, donde hizo a una alienígena. Su segunda aparición, es en 2002, con la película Big Trouble, donde realiza un cameo.  
Ese mismo año interpreta a Elizabeth en la película Hombres de negro II. Su gran oportunidad, llega en el año 2006, cuando interpreta a "Moon Gornicke" en la película Locas vacaciones sobre ruedas, donde era la segunda hija de Travis y Mary Jo Gornicke. 
Luego hace una pequeña aparición en Hombres de negro III, en 2012. Obtiene un papel secundario en la película Approaching Normal, donde interpretó a Kara. Luego, por primera vez presta su voz para la película Nine Lives.
En el 2016, aparece en un cortometraje titulado Extended Release, donde interpreta a Madison.

## Filmografía
| Apariciones en películas | Apariciones en películas | Apariciones en películas              |
| Año                      | Título                   | Personaje                             |
| ------------------------ | ------------------------ | ------------------------------------- |
| 2016                     | Nine Lives               | Actriz de doblaje / Voces Adicionales |
| 2013                     | Approaching Normal       | Kara                                  |
| 2012                     | Hombres de negro III     | Joven con Flor                        |
| 2006                     | RV                       | Moon Gornicke                         |
| 2002                     | Hombres de negro II      | Elizabeth                             |
| 2002                     | Big Trouble              | Niña con patineta                     |
| 1997                     | Hombres de negro         | Alienígena                            |